# Wenchang (gudom)

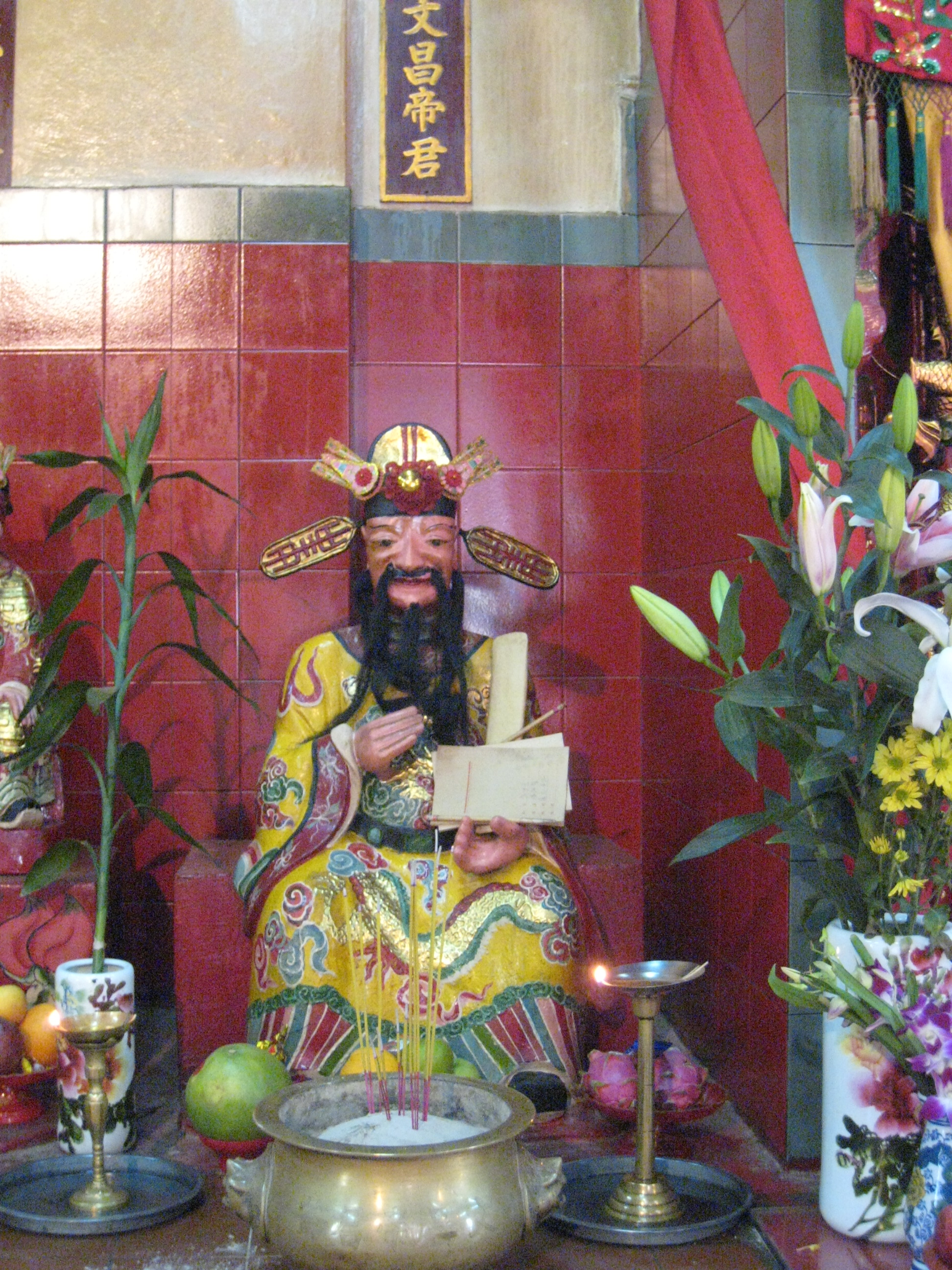

Wenchang eller Wen Chang är litteraturens gud i kinesisk mytologi.
I konsten framträder Wenchang som en aristokrat som gärna bistod de som försökte uppnå en statlig tjänst genom att delta i de Kejserliga examensväsendet. I vardagliga sammanhang vände man sig snarare till Wenchangs assistent Zhongguel.